# Herminium quinquelobum
Herminium quinquelobum là một loài thực vật có hoa trong họ Lan. Loài này được King & Pantl. mô tả khoa học đầu tiên năm 1896.